# آشفته (فیلم)
آشفته (به انگلیسی: Disturbia) فیلمی مهیج محصول سال ۲۰۰۷ به کارگردانی دی جی کاروسو است. در این فیلم شایا لابوف، دیوید مورس، کری-ان ماس، آرون یو، سارا رومر، خوزه پابلو کانتیلو، مت کریون و وایولا دیویس بازی کرده‌اند. این فیلم تا حدی از فیلم پنجرهٔ پشتی، ساختهٔ آلفرد هیچکاک تاثیر پذیرفته است. استیون اسپیلبرگ از تهیه‌کنندگان اجرایی این اثر است.
فیلم‌برداری در شهرهای ویتیر، آلاسکا، کالیفرنیا، پاسادینا، کالیفرنیا و از تاریخ ۶ ژانویه ۲۰۰۶ تا ۲۹ آوریل ۲۰۰۶ انجام شد. خانه‌های کایل و ترنر که در فیلم روبه‌رو هم بودند، در واقع در دو شهر مختلف واقع شده‌بودند.
فیلم با موفقیت خوبی در گیشه همراه بود و توانست در سراسر جهان حدود ۱۱۸ میلیون دلار فروش کند؛ درحالیکه بودجه ساخت آن ۲۰ میلیون دلار بود. همچنین فیلم به طور کلی نقدهای مثبتی دریافت کرد.

## خلاصه داستان
کایل برچت، به‌خاطر درگیری با معلمش، از مدرسه اخراج شده است و حالا باید دوران محکومیت خود را به صورت حبس خانگی بگذراند. او صبح‌ها در خانه تنهاست و برای همین برای خودش سرگرمی جدیدی درست می‌کند. کار او این شده که با دوربین، خانهٔ همسایه‌ها را دید بزند. در یکی از این سرک‌کشیدن‌ها، او متوجه می‌شود که مردی که در همسایگی آنها زندگی می‌کند آدم‌کش است و پس از چند روز دقت متوجه می‌شود آقای ترنر یک قاتل سریالی است.

## بازیگران
- شایا لابوف در نقش کایل برچت: پسر هفده ساله‌ای که در حبس خانگی به سرمی‌برد و شروع به شک کردن به همسایه‌هایش می‌کند.
- دیوید مورس در نقش رابرت ترنر: همسایه کایل.
- سارا رومر در نقش اشلی کارلسون: همسایه و معشوقه کایل که به کایل در ماموریتش کمک می‌کند.
- کری-ان ماس در نقش جولی برچت: مادر کایل.
- آرون یو در نقش رونالد چو: بهترین دوست کایل.
- وایولا دیویس در نقش کاراگاه پارکر: کاراگاه مسئول پرونده کایل.
- خوزه پابلو کانتیلو در نقش افسر گوتیرز: مسئول پرونده کایل که با او مشکل دارد.
- مت کریون در نقش دنیل برچت: پدر کایل.